# 大きなお世話だ!
『大きなお世話だ!』（おおきなおせわだ）は、1985年7月1日から1986年1月6日まで日本テレビで放送されたバラエティ番組（お笑い番組）。ロート製薬の一社提供。放送時間は毎週月曜 19:30 - 20:00 (JST) 。

## 概要
元々は『テレビ三面記事 ウィークエンダー』の後番組として、1984年6月から1985年3月まで土曜 22:30 - 23:00に放送されていた『いい加減にします!』という番組が原型。三宅裕司、伊東四朗に加え、小倉久寛ら劇団SETの面々で30分間コントだけを行うという番組であった。
1985年4月から日曜夕方に放送していた『三宅裕司じゃん!』を経て、7月からリニューアルする形で『大きなお世話だ!』に生まれ変わった。
出演者は基本的に『いい加減にします!』からそのままだが、前者と違い女性アイドルをゲストに招き、また、公開収録というスタイルが取り入れられた。オープニングはロート製薬のオープニングキャッチの後に、リズミカルなオリジナル曲に合わせ「♪みやけゆーじ♪大きなお世話だ、ウ!」と出演者全員が振り付けを踊り、リズムに合わせて三宅が「○○ちゃん、あなたにあげる五小節、さあどうぞ!」とゲストを紹介し、ゲストが五小節の中で当日の意気込みや告知などをやはりリズムに合わせて言ってから、最初の「♪みやけゆーじ♪大きなお世話だ、ウ!」というメロディと振付に戻るスタイルを取っていた。
一部の効果音で使われたBGMは、同時期に放映されたアニメ『はーいステップジュン』からの流用で、「ピコンピコン！」の音にて使用していた。CM前のサウンドジングルは『ステップジュン』と同様、青木望作曲によるBGMアイキャッチが流されていた。

## 出演者

### 主な出演者
- 三宅裕司[1]
- 伊東四朗[1]
- 小倉久寛
- 渡辺典子
- 松居直美[1]
- 江波杏子

### その他の出演者
- 劇団SET
- ほか

## ネット局
- 日本テレビ（制作局）
- 札幌テレビ
- 青森放送
- テレビ岩手
- ミヤギテレビ
- 秋田放送
- 山形放送
- 福島中央テレビ
- テレビ新潟
- 北日本放送
- 福井放送
- 山梨放送
- 静岡第一テレビ
- 中京テレビ
- 読売テレビ
- 日本海テレビ
- 広島テレビ
- 山口放送
- 四国放送
- 西日本放送
- 南海放送
- 高知放送
- 福岡放送
- くまもと県民テレビ

ほか

## 正月スペシャル
- 1986年1月1日には正月スペシャル『新春三宅裕司スペシャル! 大きなお世話だ! 正月なんて…』を、15:30 - 16:55（JST）で放送。ゲスト出演は田中裕子、森尾由美、相田寿美緒、本田美奈子.、鷲尾いさ子、川島なお美、由美かおる、可愛かずみ、秋野暢子、川上麻衣子、堀江しのぶほか。前半は通常版と同じくロート製薬一社提供だったが、後半は複数社提供だった。なお日本テレビのロート製薬提供番組の正月スペシャルは、これが最後となった。